# 김두봉
김두봉(金枓奉, 1889년 2월 16일 ~ 1960년 4월 4일?)은 일제강점기와 대한민국의 독립운동가이자 언론인, 한글학자(일제 시대 독립운동가, 교육자, 작가, 언론인, 정치인)이며, 조선민주주의인민공화국의 정치인이다. 경상도 기장현(現 부산광역시 기장군 기장읍) 출생이다. 본관은 김해(金海), 호는 백연(白淵)·백련(帛連)이며, 별명은 태항산의 호랑이였다.
구한말기에는 한글학자 주시경의 수제자로 유명했다. 일제강점기 시절 중국으로 망명해 대한민국 임시정부에서 잠시 활동하였다. 일제강점기의 한글 사전인 《조선말본》과 《깁더 조선말본》의 저자였으며, 《말모이》의 공저자 중 한 사람이다.
중국에서 학자 활동과 무장투쟁 활동을 하다가 1935년 김규식, 김원봉 등과 함께 민족혁명당을 창당 조직하였다. 1940년 이후 화북으로 가서 조선독립동맹의 주석으로 추대되었고, 광복 뒤에는 38선 이북으로 귀환, 1948년 4월의 남북협상에 참여하였고 북한의 인민위원회 상임위원장 등을 역임했다. 1946년 10월부터 1948년 9월까지 김일성종합대학의 초대 총장이기도 하다. 1950년 한국전쟁 당시 서울이라는 곳은 조선의 심장부이니 우리 몸에 심장보다 중요한 곳은 없으니 심장을 장악하고 8월까지는 기어코 통일 정부를 구성하자며 김일성이 한국 전쟁을 일으키는 데 동조했다. 그러나 1958년에는 김일성과의 권력 투쟁에서 패하며 숙청된 것으로 추정된다. 그러나 정확한 사망 시점은 미상이다.

## 생애

### 생애 초반

#### 어린시절과 학창시절
김두봉은 1889년 2월 16일 지금의 대한민국 부산광역시 기장군 기장읍 동부리 87번지에서 김돈홍의 장남으로 태어났다. 어린시절부터 일본의 침략에 대한 적개심을 갖던 김두봉은 아버지 김돈홍 밑에서 한문과 한학을 배우면서 일본인이 세운 보통학교에는 입학을 거부하였다. 선친의 영향으로 엄격한 민족의식을 갖게 된 그는 1908년 단신으로 서울로 상경하여 기호소학교에 입학하였다. 기호소학교를 졸업한 김두봉은 학업을 계속하기 위해 보성고등보통학교에서 수학한 뒤, 1908년 보성고보를 졸업한 후 교사로 근무하였다. 이어 배재학당으로 진학했다.
낮에는 학교 생활을 하면서 김두봉은 밤에는 보성고보의 국어 교사였던 주시경이 운영하는 하기강습소에 다녔다. 하기강습소는 1917년 조선총독부의 탄압으로 문닫을 때까지 계속되었고, 김두봉은 1914년까지 하기강습소 야간반에 다니며 한글, 국어연구법을 배웠다.
1910년 일제는 이완용 등을 앞세워 그해 8월 22일 강제 합병조약을 체결하고 8월 29일 한일 완전합병을 선포했다. 국권이 피탈되자 김두봉은 안교재, 남형우, 신배부, 이경희 등 동료들과 함께 비밀결사단체인 대동청년단을 조직하여 활동했다. 그러나 1913년 대동청년단이 일본 경찰에 적발되어 관련자들이 검거됨으로써 활동은 실패로 돌아갔고 그는 배재학당을 중퇴해야 했다. 배재학당을 자퇴한 김두봉은 당시 최남선이 운영하던 광문회(光文會)에 입사하여, 한글을 연구하며 회보와 잡지 "청춘" 등을 편집했다. 이때부터 한글학자로도 이름이 알려지기 시작했다.

#### 한글 연구와 대종교 입교

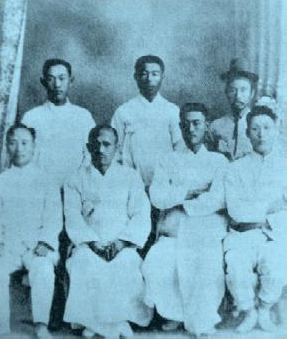
1916년 8월 15일 스승 나철외 5인과 함께 (앞줄 왼쪽에서 첫 번째가 김두봉, 두 번째가 스승 나철)

그 뒤 그는 민족혼을 일깨우고자 대종교에도 입교하여 입교하여 교인이 된다. 동시에 계속 유명한 국어학자인 주시경선생 밑에서 한국어를 연구했고 조선어사전 말모이 편찬에도 참여했다. 스승인 주시경이 한글 국어사전인 우리말본을 짓고 가르치는 일에 혼신하는 것에 감격한 김두봉은 사전 만드는 일을 곁에서 돕고 있었다. 그러나 스승 주시경이 1914년 7월 27일 한창의 나이에 갑작스럽게 세상을 떠나자 그는 스승의 뜻을 계승하여 한글 국어사전인 《조선말본》을 쓰기 시작한다.
1916년 4월 조선말본이 드디어 완성되어 서울에서 세로 쓰기로 조선말본을 편찬, 발행할 수 있었다. 이 국어사전은 당시 서울말을 기준으로 하고, 우리말 이해를 위해 순한글로 집필하되, 옆에 한자를 써놓았다. 1916년 음력 8월 대종교 교주 나철의 시봉자(侍奉者) 6명 중의 한사람이 되어 나철을 따라 강화도 구월산 삼성사(三聖祠)에 들어가 수행하던 중, 8월 15일 나철의 순교를 목격하고 내려온다.

### 일제강점기 활동

#### 독립운동

##### 교육활동과 독립운동
1917년 그는 모교의 보성전문학교의 국어교사로 초빙되었으며, 그해 결혼하였다. 이어 경성 휘문고등보통학교, 중앙고등보통학교 등의 국어교사로 초빙되었다. 1919년 3·1 운동이 발발하자 그는 학생들과 함께 독립선언서를 배포하고 시위에 참여하였다.

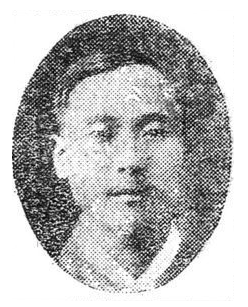
전문학교 국어 교사 시절의 김두봉

그는 일제의 탄압으로 3·1 운동이 실패로 돌아가자 일본헌병의 체포를 피해 한달간 서울시내에서 이집 저집으로 은신했다. 숨어다니면서 그는 망명을 결심하였다. 독립운동에 투신을 결심한 그는 일제의 탄압과 추적을 피해 부인만 홀로 서울에 남겨두고 상해로 탈출 망명했다.
4월 보성고보와 휘문고등보통학교, 중앙고등보통학교의 국어 교사직을 사퇴한 그는 총독부 경찰의 계속된 추적을 국경 압록강에서 따돌리고 안동현에서 상하이로 가는 영국 화물선박에 숨어서 이동했다.

##### 상하이 시절
상하이로 가서 출판활동에 종사하다가 단재 신채호(申采浩)가 주필로 있던 '신대한신문'(新大韓新聞) 편집위원을 맡았고, 1919년 7월 7일 개회된 제5기 임시 정부 임시의정원 회의에서 임시의정원 의원(지역구:경상남도 대표)에 선출되는 등 독립 운동을 했다. 1919년 10월에는 상해 프랑스조계에서 설립한 대한교육회의 편집국 국원으로 일하다가, 그해 이동휘 등을 통하여 공산당에 입당하였다.
1922년에 1916년에 펴냈던 조선말본을 수정 보완하여 "깁더 조선말본"을 상해에서 출판했다. 그러나 김두봉의 오랜 정성과 노고 끝에 만들어진 <깁더조선말본>이 기대한 것만큼 상해 주민들의 관심을 받지 못하자 김두봉은 몹시 애를 끓었다고 한다. 이는 당시에 무장독립운동을 할 시간에 책이나 보고 있을 여유가 없다는 인식이 상해 주민들 사이에서 팽배하였기 때문이다. 사회주의계열 독립운동가가 된 김두봉은 1924년 대한민국임시정부 의정원 의원에 선출되었고, 그해 상하이 한인 교민학교 인성학교의 국어 교수로 초빙되었다.
1929년 한국독립당에 입당하여 당원이 되었으며 곧 한독당 비서장이 되었다. 1930년에는 한국독립당 이사가 되고, 같은해 11월 3일에는 상해에서 개최된 11.3학생운동 1주년 기념식에 참가, 안창호·오의순 등과 함께 강연회 연사로 섰다. 1932년 10월 12일 상해 민국로 동방여사에서 한독당의 이유필, 송병조, 조선혁명당의 최동오 한국혁명당의 윤기섭, 신익희, 의열단의 한일래, 박건웅 한국광복동지회 김규식 등 9명과 함께 모여 중국에 있는 각 독립단체간에 통일전선을 결성하기로 하고, 모든 독립단체들이 수차례의 모임을 한 끝에 민족유일당 설립을 결정하였다. 1935년 6월에는 의열단 단장으로 일제에 저항한 경력이 있는 김원봉과 함께 한국민족혁명당을 결성하기도 했다. 1935년 민족혁명당 중앙집행위원을 맡았다.
김규식이 총재였고 김원봉은 당 서기였으며, 김두봉은 민족혁명당 중앙집행위원 겸 조직부장에 선출되고, 내무부장 겸 선전부장을 역임하였다. 1937년 1월 한국민족혁명당은 다시 조선민족혁명당으로 당명을 바꾸었다. 1937년 남경(南京)이 일본군에 함락되자 김두봉은 민족혁명당과 함께 남경을 떠나 사천성 중경까지 따라갔다.

#### 김진익 등과의 갈등
상하이 활동 중 아나키스트 계열 독립운동가 김진익과 사상적 동지가 되었다. 이후 김두봉의 첩과 김진익이 성관계를 가지게 되고 그 첩이 임신을 하면서 김두봉은 그 첩 및 김진익과 결별하였다. 그 밖에 중국 국민당의 지원을 받는 김규식, 김원봉의 노선에도 다소 불만을 품게 되었고, 결국 충칭을 떠날 것을 결심한다.

#### 임시정부 탈퇴, 화북 독립동맹 결성

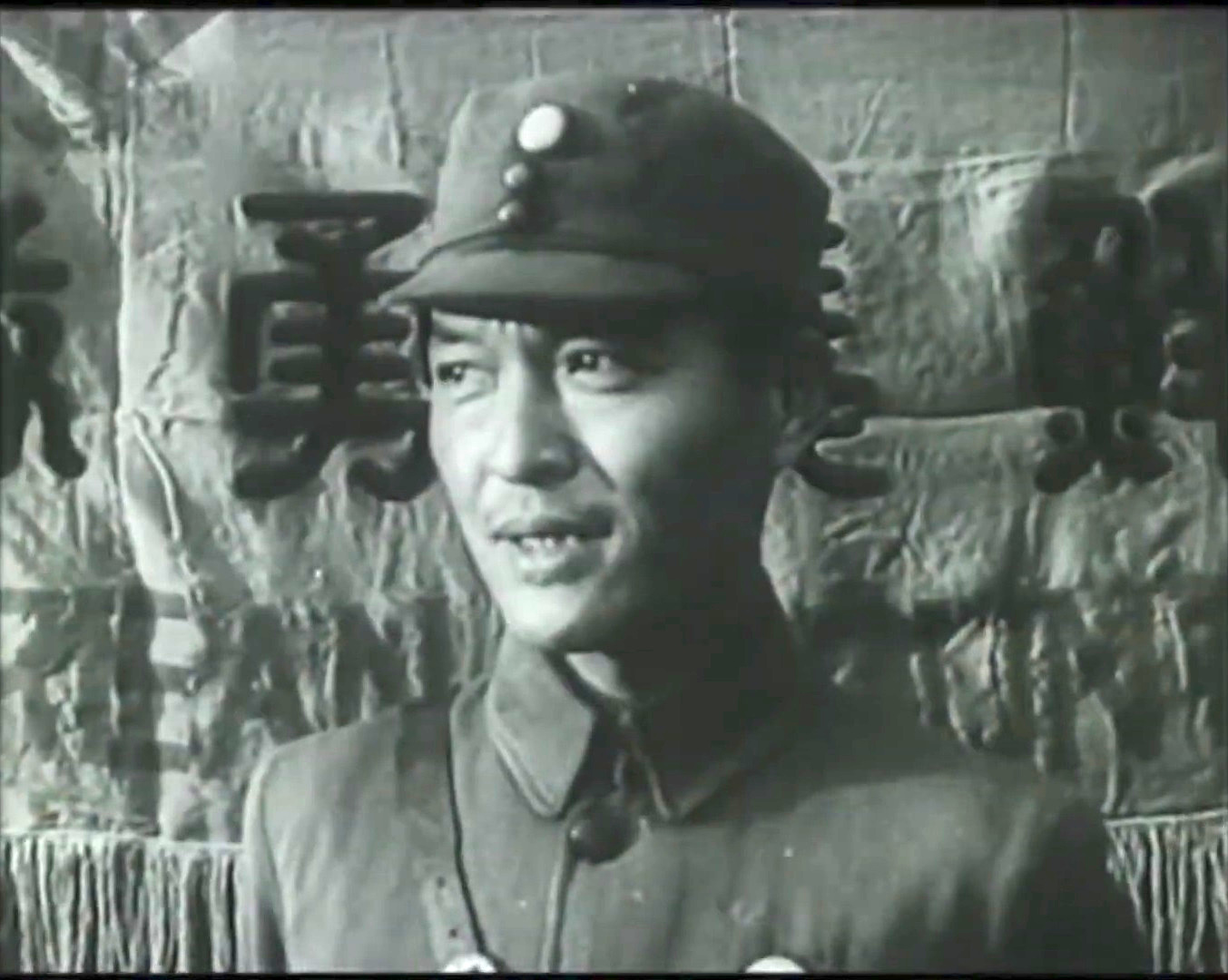
정치적 동지 약산 김원봉

1940년 민족혁명당 중앙위원회 위원이 되고 김원봉이 의열단을 중심으로 개편한 조선의용대의 편집위원이 되었다. 민족혁명당이 임시정부와 합작하게 되자 그들을 따라 함께 활동했지만, 독립운동단체를 통합하여 효율적인 투쟁방안을 하자는 그의 의견이 거부당하자 그는 중경을 떠나 한인촌이 많이 밀집한 화북으로 떠났고, 섬서성 옌안에 자리잡았다. 중경을 떠나 어린 딸을 데리고 화북까지 갈 때 벙어리 행세를 하였다고 한다.

조선의용군

1942년 4월 옌안에 도착하였으며 군사단체를 조직하고 조선인 청년들을 모집하였다. 한빈, 박효삼 등이 휘하에 모였고, 한인 사회주의 청년들들이 자원하였다.
이때 김원봉의 노선에 반대한 최창익 일파가 합류하였고, 연안에서 별도로 무장투쟁을 하던 김무정도 자신이 이끌던 조선의용대를 이끌고 합류했다. 7월 조선독립동맹을 결성, 위원장이 되었다. 조선의용군의 세는 확장되었고 1942년 7월 10일 조선의용군 화북지대를 설치하였다. 이때 김두봉은 독립동맹과 조선의용군의 최고책임자와 통수권자로서 독립동맹은 정치단체로, 의용군은 군사단체로 조직했다.

#### 광복 직전
1944년 10개의 독립동맹 분맹과 의용군 지역지대를 설치하는 등 세력을 확장하였으며, 김두봉은 독립동맹의 주석으로 중국 공산당과도 연계, 공산당의 군대인 팔로군과 연대하여 일본군과 싸웠다. 44년 연안(延安) 한인촌의 조선청년학교 교장이 되었고, 1945년 2월 김두봉은 학교를 군관양성소로 개조, 조선혁명군정학교로 고치고 다시 교장으로 취임하였다.

### 해방 후 정치활동

#### 해방과 귀국
1945년 광복 후 일본의 패망을 예측했던 김두봉은 9월 3일 귀국을 결정하고 의용군 4개 대대를 인솔하고 연안에서 4천 7백리나 되는 한반도를 향해 걸어서 왔다. 당시 중국 화북 지역엔 철도가 없었고 교통시설은 파괴되었으며 비롯 일반 차량마저 없는데다 의용군의 군용차량도 없었다. 열악한 환경에 귀국하는 길에 중국에서 새로 만난 아내 역시 연락이 끊긴채 그대로 중국에 남아있게 됐고, 연안에 데리고 있던 14세된 딸 김해엽은 데리고 왔으나 중경에 남아 소학교에 다니던 12세된 아들 김상엽과는 생이별을 하였는 등 가정적인 불행을 겪었다. 11월말 평안북도 신의주에 도착했으나 광복 직후 북한에 진주한 소련군에 의해 무장해제를 당하고 다시 만주로 추방되자 김두봉은 납득할 수 없는 일이라며 항의하였다.
김구가 모스크바 3상회담에 반발, 강력한 반탁운동을 추진하자 12월 30일 결성된 신탁통치반대 국민총동원위원회 위원이 되었다.
평양으로 가 1946년 2월 8일 북조선신민당 당수로 북조선 임시인민위원회 부위원장에 선출되었다. 또한 2월 21일과 22일 양일에 걸친 회의에서 인민회의에서 상임위원회의 의장으로 선출됐다. 3월 연안에서 함께한 공산주의 운동가들과 함께 독립동맹을 정당으로 바꾼 조선신민당을 조직하고, 위원장이 되었다. 조선신민당을 조직하여 그 위원장을 지냈으나 1946년 8월 소련군의 압력으로 조선공산당 북조선분국과 합당을 추진하게 되었다. 1946년 8월 그의 조선신민당은 김일성의 조선공산당과 합당하였다. 이때 남한에 있던 조선신민당은 백남운의 지도하에 놓이게 되었다. 북조선노동당 통합창당 후 그는 북조선노동당 위원장과 최고인민회의 상임위원장을 지냈다.
1946년 10월 김일성 대학이 설립되자 초대 총장에 임명되었다. 총장은 김두봉이지만 명예직에 불과했으므로 실제적인 총장은 부총장인 한빈이었다.

#### 제1차 전조선 제정당사회단체 대표자 연석회의 참여
1948년초 인민회의 제5차 회의에서 헌법제정위원장 자격으로 그는 "태극기는 미 군정청이 권유하고 있으므로 새 민주주의 국가에는 맞지 않고 태극기의 근거인 주역은 비과학적이며 표준성이 없다"며 태극기 폐지를 주장했다.
1948년 4월의 남북협상에 참여하여 북측 대표로 김일성, 박헌영, 최용건, 주영하 등과 함께 남측 대표인 김구, 김규식, 조소앙 등과 회동하였으며, 김일성과 함께 단독으로 남측 대표의 주장격인 김구, 김규식과 4김회동을 하였으나 성과를 보지 못하였다.

### 조선민주주의인민공화국의 초대 국가 수반

#### 한국 전쟁 전후
5월 남북협상이 종결된 뒤 제2차 전조선 제정당사회단체 대표자 연석회의를 계획한다. 8월 제2차 전조선 제정당사회단체 대표자 연석회의를 구성하고 박헌영, 홍명희, 김일성 등과 함께 남측의 김구, 김규식, 조소앙 등에게 참석을 부탁하는 사자를 보냈으나 거절당하였다.
1948년 9월 인민위원회 상임위원회가 구성되자, 의회의장격인 인민위원회 상임위원회 위원장에 선출되었다. 동시에 형식적으로나마 조선민주주의인민공화국의 국가수반직을 맡게 되었으나 실권은 김일성에게 있었다. 이 무렵부터 그는 김일성 체제에 불만을 품고, 연안파 중진들과 함께 저항하였다.
최태환 조선 인민군 중좌는 김두봉에게 "현 정세에 보고가 있겠습니다" 그러더니 울면서 "서울이라는 것은 조선의 심장부다. 우리 몸에 심장보다 중요한 것은 없으니 심장을 장악하고 8월까지는 기어코 통일 정부를 구성하자고 말했다고 한다. 다른 계파와 경쟁관계 중 한국전쟁에 중국이 참전하게 되면서 북한 내에 중국의 영향력이 확대되자, 연안파의 발언권도 강화되었다. 1952년 김두봉의 위상은 어느 때보다 높아 입법부와 행정부 그리고 당을 대표하여 신년사를 발표할 수 있었다.

#### 실각과 최후
그 뒤 김일성 일파에 대하여 집단지도체제를 요구하는 등 비판을 가하다가 1956년 일부 연안파 간부들이 김일성의 개인숭배에 대해 불만을 토로한 '8월종파사건'이 발생하자, 이로 인해 김두봉은 몰락의 길로 접어들었다.
1958년 3월 3일부터 3월 4일에 평양에서 열린 조선로동당 제1차 대표자회 직후, 이른바 연안파숙청 때 '8월종파사건'의 주동혐의를 받고 최고인민회의 상임위원장직을 사퇴했다. 이때 그는 반혁명종파분자로 공격받아 3월 4일 최창익·서휘 연안파, 박헌영 등 국내파 등과 함께 조선노동당 대표자회의의 결의로 노동당에서 제명과 동시에 숙청되었다. 고령의 이유로 사형은 모면하였으나, 평안남도 순안군 산골 오지의 한 지방협동농장으로 끌려가 중노동을 강요당하며 농사일을 하다가 61년 전후에 사망한 것으로 알려졌다. 당시 향년 75세였다.

### 사후
한편 1961년 대한민국의 장면 정권은 화해무드 조성을 이유로 김두봉과 홍명희 등을 남한으로 초청하려 하였으나 이때는 이미 그는 숙청당한 뒤였다.
1980년 초 그가 실각 이후 대한민국에 남파 간첩으로 보내졌다는 루머가 돌기도 했다.

## 저서
- 《조선말본》
- 《깁더 조선말본》
- 《말모이》(공저)

## 기타
조선어문연구회와 과학원에 있으면서 조선어 신철자법과 조선어 철자법을 펴내는 일을 주도, 한국어 연구에 공헌하는 업적을 남겼다. 한편 김두봉은 어느 공산주의 단체에 가입하거나 이름을 올린 적이 없다는 주장도 있다. 김두봉은 연안으로 가기 전 까지는 사회주의와는 가까이 하지 않았으며, 사회주의와 대립했다고 한다.
상해에 있을 때는 한때 인성학교의 교원로 활동하다 인성학교 교장에 추천되었는데, 한번은 공산주의자들이 학교를 집회장소로 허가해 달라는 요청을 받았다. 그러나 김두봉은 신성한 교육장소를 정치적인 투쟁장으로 쓰도록 허락할 수 없고, 남의 나라 조계안까지 와서 정치투쟁을 하는 것은 민족적인 수치라며 이를 거부했었다. 김두봉의 거절에 앙심을 품은 공산주의자들은 집단으로 김두봉과 인성학교를 비난하는 성토를 했다. 이에 격분한 김두봉은 공산주의자들을 비난하며, 그들에게 학교를 빌려주는 것을 거부하는 성명서를 발표했다고 한다.

### 최준례 비문 작성
1927년 독립운동가 김구의 배우자 최준례가 상하이의 불조계 보경병원에서 사망하자 최준례의 비문을 지었다. 비문은 "ㄹㄴㄴㄴ해 ㄷ달 ㅊㅈ날 남, 대한민국 ㅂ해 ㄱ달 죽음"으로 순 한글체였다. 이는 ㄹㄴㄴㄴ해 ㄷ달 ㅊㅈ날은 단기 4222년(서기 1889년) 3월 19일이며, 사망일은 대한민국 ㅂ해 ㄱ달은 대한민국 6년 1월이라는 뜻이다. 이 일을 계기로 1948년의 남북협상 때 김구가 자신보다 10년 연하인 김두봉에게 인형이라 부르며 깎듯하게 대하게 되었다.

## 가계

5촌 조카 딸 박차정

그는 같은 김해 김씨인 김원봉과 가까운 친척으로 오해되기도 했으나, 그의 돌림은 두자 돌림으로 김원봉과는 항렬자가 다른 먼 친척뻘이 된다.
다만 그의 외조카 박차정이 김원봉의 후처가 되었으므로, 모계로는 김원봉과 처당숙-처조카사위가 된다.
그의 일가 친척은 대부분 독립운동에 투신하였다.
- 아버지 : 김돈홍(金敦洪)
  - 본인 : 김두봉(金枓奉)
    - 딸 : ?
    - 딸 : 김해엽(金海燁, 1941년 ~ ?)
    - 아들 : 김상엽(金相燁, 1943년 ~ ?)

  - 아우 : 김두백(金枓白), 동아일보 기자였으며, 조선어학회 사건으로 증인으로 채택된 바 있는 인물.
  - 4촌 누이 : 김맹련(金孟蓮)
  - 4촌 매부 : 박용한(朴容翰)
    - 외당조카 : 박문희(朴文熺)
    - 외당조카 : 박문호(朴文昊)
    - 외당조카 : 박차정(朴次貞), 김원봉과 혼인하여 사돈관계가 됨.
    - 외당조카 : 박문하(朴文夏)
- 당백(숙)부 : 김은홍(金殷洪)
  - 6촌 : 김약수(金若水, 본명은 김두전(金枓全), 1890년 ~ 1964년)
- 백부 :
  - 종형 : 김두복(金枓馥)
    - 당질 : 김종엽(金鍾燁, 1897년 ~ 1969년)
    - 당질 : 김도엽(金度燁, 1899년 ~ 1937년)
    - 당질 : 김규엽(金圭燁, 1908년 ~ ?)
- 백부 :
  - 종형 : 김두수(金枓首), 김두봉과 4촌 관계이면서 김두복과도 4촌 관계이다.
    - 당질 : 김주엽(金周燁, 1902년 ~ ?)
    - 당질 : 김시엽(金時燁, 1904년 ~ 1949년)

  - 족형 : 김두연(金枓演), 김두봉과 같은 항렬의 형제이나 정확한 관계는 알 수 없다.
    - 족질 : 김응엽(金應燁, 1911년 ~ ?)

## 관련 작품
- 1981년 MBC 《제1공화국》 박영지

## 같이 보기
| - 대종교 - 한글학회 - 하기강습소 - 대한민국 임시정부 - 최고인민회의 - 주시경 - 이극로 - 이광수 - 홍명희 - 박헌영 - 이강국 - 김원봉 - 박차정 - 김무정 - 김일성 - 조선신민당 - 조선독립동맹 - 8월 종파 사건 - 최창익 - 최현배 - 주시경 - 나철 - 박갑동 - 윤공흠 - 윤세복 | - 보성전문학교 - 배재학당 - 조선의용군 - 조선의용대 - 한국 광복군 - 건국동맹 - 건국준비위원회 - 대한민국 임시정부 - 좌우합작운동 - 조선신민당 - 북조선로동당 - 여운형 - 여운홍 - 김창만 - 김책 - 박효삼 - 김규식 - 김구 - 서재필 - 이범석 - 이승만 - 장면 - 장건상 - 장택상 - 이희승 | - 좌우합작운동 - 남북협상 - 곽상훈 - 김진익 - 박순천 - 조동호 - 조봉암 - 박진목 - 안재홍 - 의열단 - 한국전쟁 - 이오시프 스탈린 - 마오쩌둥 - 김약수 - 윤세복 - 이회영 - 이규창 - 황상규 - 허정숙 - 허헌 - 허가이 - 최현배 - 조만식 |

## 참고 문헌
- 이종석 《조선로동당연구(역비한국학연구총서 7)》 (역사비평사, 2006)
- 강준만, 한국현대사산책:1940년대편 1권 (인물과사상사, 2006)
- 강준만, 한국현대사산책 1940년대편 2권 (인물과사상사, 2006)
- 박명림, 한국전쟁의 발발과 기원 1, 2 (나남출판, 1995)
- 강준만, 《한국현대사산책:1950년대편 1》 (인물과사상사, 2006)
- 역사문제연구소, 《한국현대사의 라이벌》 (역사문제연구소 편, 역사비평사, 2006)
- 이종석, 《조선로동당연구:역비한국학연구총서 7》 (역사비평사, 1997)
- 박명림, 《한국 1950 전쟁과 평화》 (도서출판 나남, 2002)
- 박명림, 《한국전쟁의 발발과 기원》 1, 2 (도서출판 나남, 1996)
- 김일성, 《김일성저작선집 1~44》 (조선로동당출판사, )
- 송종환, 북한 협상행태의 이해 (오름, 2002)
- 브루스커밍스, 《한국전쟁의 기원》 (김자동 번역, 일월서각, 1986)
- 신용하 외 편, 《한국현대사회사상》 (지식산업사, 1984)
- 약산 김원봉(이원규 지음, 실천문학사, 2005)